# Wereldkampioenschappen synchroonzwemmen 2022
De wereldkampioenschappen synchroonzwemmen 2022 werden van 17 tot en met 25 juni 2022 gehouden in het Tamás Széchy Swimming Complex in Boedapest, Hongarije. Het toernooi was integraal onderdeel van de wereldkampioenschappen zwemsporten 2022.

## Programma
| V | Voorronde | Goud | Finale |

| Onderdeel            | Juni | Juni | Juni | Juni | Juni | Juni | Juni | Juni | Juni |
| Onderdeel            | 17   | 18   | 19   | 20   | 21   | 22   | 23   | 24   | 25   |
| Solo                 | Solo | Solo | Solo | Solo | Solo | Solo | Solo | Solo | Solo |
| -------------------- | ---- | ---- | ---- | ---- | ---- | ---- | ---- | ---- | ---- |
| Technische routine   | V    | Goud |      |      |      |      |      |      |      |
| Vrije routine        |      |      |      | V    |      | Goud |      |      |      |
| Duet                 |      |      |      |      |      |      |      |      |      |
| Technische routine   | V    |      | Goud |      |      |      |      |      |      |
| Vrije routine        |      |      |      |      | V    |      | Goud |      |      |
| Gemengd duet         |      |      |      |      |      |      |      |      |      |
| Technische routine   |      | V    |      | Goud |      |      |      |      |      |
| Vrije routine        |      |      |      |      |      |      |      | V    | Goud |
| Team                 |      |      |      |      |      |      |      |      |      |
| Hoogtepunten routine |      |      |      |      |      |      |      |      | Goud |
| Technische routine   |      |      | V    |      | Goud |      |      |      |      |
| Vrije routine        |      |      |      |      |      | V    |      | Goud |      |
| Vrije combinatie     |      | V    |      | Goud |      |      |      |      |      |
| Totaal               |      | 1    | 1    | 2    | 1    | 1    | 1    | 1    | 2    |

## Medailles
| Onderdeel            | Goud | Goud    | Zilver | Zilver  | Brons | Brons   |
| Solo                 | Solo | Solo    | Solo | Solo    | Solo | Solo    |
| -------------------- | --- | ------- | --- | ------- | --- | ------- |
| Technische routine   | Yukiko Inui Japan | 92,8662 | Marta Fiedina Oekraïne | 91,9555 | Evangelia Platanioti Griekenland | 89,5110 |
| Vrije routine        | Yukiko Inui Japan | 95,3667 | Marta Fiedina Oekraïne | 93,8000 | Evangelia Platanioti Griekenland | 91,7667 |
| Duet                 | |         | |         | |         |
| Technische routine   | China Wang Liuyi Wang Qianyi | 93,7536 | Oekraïne Maryna Aleksijva Vlada Aleksijva | 91,8617 | Oostenrijk Anna-Maria Alexandri Eirini-Marina Alexandri | 91,2622 |
| Vrije routine        | China Wang Liuyi Wang Qianyi | 95,5667 | Oekraïne Maryna Aleksijva Vlada Aleksijva | 94,1667 | Oostenrijk Anna-Maria Alexandri Eirini-Marina Alexandri | 92,8000 |
| Gemengd duet         | |         | |         | |         |
| Technische routine   | Italië Giorgio Minisini Lucrezia Ruggiero | 89,2685 | Japan Tomoka Sato Yotaro Sato | 86,5939 | China Shi Haoyu Zhang Yiyao | 86,4425 |
| Vrije routine        | Italië Giorgio Minisini Lucrezia Ruggiero | 90,9667 | Japan Tomoka Sato Yotaro Sato | 89,7333 | China Shi Haoyu Zhang Yiyao | 88,4000 |
| Team                 | |         | |         | |         |
| Hoogtepunten routine | Oekraïne Maryna Aleksijva Vladyslava Aleksijva Olesja Derevjantsjenko Marta Fiedina Veronika Hrysjko Sofija Matsijevska Darja Mosjynska Anhelina Ovtsjynnikova Anastasija Sjmonina Valerija Tysjtsjenko | 95,0333 | Italië Domiziana Cavanna Linda Cerruti Constanza di Camillo Costanza Ferro Gemma Galli Marta Iacoacci Marta Murru Enrica Piccoli Federica Sala Francesca Zunino      | 92,2667 | Spanje Cristina Arámbula Abril Conesa Berta Ferreras Emma Garcia Mireia Hernández Meritxell Mas Alisa Ozhogina Paula Ramírez Iris Tió Blanca Toledano           | 91,9333 |
| Technische routine   | China Chang Hao Feng Yu Wang Ciyue Wang Liuyi Wang Qianyi Xiang Binxuan Xiao Yanning Zhang Yayi | 94,7202 | Japan Moka Fujii Moe Higa Moeka Kijima Tomoka Sato Akane Yanagisawa Mashiro Yasunaga Megumu Yoshida Rie Yoshida                                                      | 92,2261 | Italië Domiziana Cavanna Linda Cerruti Costanza Di Camillo Costanza Ferro Gemma Galli Marta Iacoacci Marta Murru Enrica Piccoli                                 | 91,0191 |
| Vrije routine        | China Chang Hao Feng Yu Wang Ciyue Wang Liuyi Wang Qianyi Xiang Binxuan Xiao Yanning Zhang Yayi | 96,7000 | Oekraïne Maryna Aleksijva Vladyslava Aleksijva Olesja Derevjantsjenko Marta Fiedina Veronika Hrysjko Sofija Matsijekevska Anhelina Ovtsjynnikova Valerija Tysjchenko | 95,0000 | Japan Moka Fujii Moe Higa Moeka Kijima Tomoka Sato Hikari Suzuki Akane Yanagisawa Mashiro Yasunaga Megumu Yoshida                                               | 93,1333 |
| Combinatie           | Oekraïne Maryna Aleksijva Vladyslava Aleksijva Olesja Derevjantsjenko Marta Fiedina Veronika Hrysjko Sofija Matsijekevska Darja Mosjynska Anhelina Ovtsjynnikova Valerija Tysjchenko                    | 95,0333 | Japan Moka Fujii Moe Higa Asaka Hosokawa Yuka Kawase Moeka Kijima Hikari Suzuki Akane Yanagisawa Mashiro Yasunaga Yoshida Rie Yoshida                                | 93,5667 | Italië Domiziana Cavanna Linda Cerruti Constanza di Camillo Costanza Ferro Gemma Galli Marta Iacoacci Marta Murru Enrica Piccoli Federica Sala Francesca Zunino | 92,0333 |

### Medaillespiegel
| Plaats | Land        | Goud | Zilver | Brons | Totaal |
| 1      | China       | 4    | 0      | 2     | 6      |
| 2      | Oekraïne    | 2    | 5      | 0     | 7      |
| 3      | Japan       | 2    | 4      | 1     | 7      |
| 4      | Italië      | 2    | 1      | 2     | 5      |
| 5      | Griekenland | 0    | 0      | 2     | 2      |
| 5      | Oostenrijk  | 0    | 0      | 2     | 2      |
| 7      | Spanje      | 0    | 0      | 1     | 1      |
| Totaal |             |      |        |       |        |